# Kalàixnikov (Saràtov)
|  | Per a altres significats, vegeu «Kalàixnikov». |

Kalàixnikov (en rus: Калашников) és un poble de l'óblast de Saràtov, a Rússia, segons el cens del 2019 tenia 122 habitants. Pertany al districte municipal de Saràtov.